# 루폴
루폴(RuPaul, 1960년 11월 17일 ~ )이라는 이름으로 잘 알려진 루폴 안드레이 찰스(RuPaul Andre Charles)는 미국의 드래그 퀸, 배우, 가수이다. 2008년부터 《루폴의 드래그 레이스》를 제작, 진행해 왔으며 2016년부터 2023년까지 8년 연속 프라임타임 에미상 리얼리티·경쟁 프로그램 부문 사회자상을 받아왔다.
루폴은 샌디에이고에서 나고 자랐으며, 공연 예술에 대해 공부하기 위해 애틀란타로 이주하였다. 뉴욕으로 거주지를 옮긴 후 루폴은 나이트 클럽 신을 중심으로 이름을 알리기 시작하였으며 히트곡인 Supermodel(You Better Work)을 남긴 Supermodel of the World (1993), 엘튼 존과 함께 새로운 버전의 Don't Go Breaking My Heart(1994) 싱글 등을 내며 세계적인 유명세를 떨치게 되었다.

## 출연 작품

### 텔레비전
- 새터데이 나이트 라이브 (1993, 2020) - 본인
- 헤라클레스 (1998) - 목소리
- 미녀마법사 사브리나 (1998)
- 시티 레인져 (1998)
- 파퓰러 (2001)
- 탑 셰프 (2006)
- 프로젝트 런웨이 (2008)
- 루폴의 드래그 레이스 (2009-현재) - 진행자
- 어글리 베티 (2010)
- 해피 엔딩 (2013)
- 더 페이스 (2014) - 객원 심사위원
- 컴백 (2014)
- 동글이 버드 하비 (2015) - 목소리
- 버블버블 인어친구들 (2015) - 목소리
- 더 리얼 오닐스 (2016)
- 투 브로크 걸스 (2017)
- 보잭 홀스맨 (2017) - 목소리
- 엘런 디제너러스 쇼 (2018) - 본인
- 심슨 가족 (2018) - 목소리
- 더 월드 베스트 (2019) - 심사위원
- 그레이스 앤 프랭키 (2019)
- 지미 키멀 라이브! (2021) - 초대손님
- 신비한 개구리 나라 앰피비아 (2021-22) - 목소리
- 더 레이트 레이트 쇼 위드 제임스 코든 (2022) - 초대손님

### 영화
- 브래디 펀치 (1995)
- 스모크 2 - 블루 인 더 페이스 (1995)
- 투 웡 푸 (1995)
- 플레드 (1996)
- 생방송 에드 TV (1999)
- 하지만 나는 치어리더예요 (1999)
- 다이아몬드를 쏴라 (2001)
- 어나더 게이 무비 2 (2008)
- 니모나 (2023) - 목소리